# Velamysta
Genre
Velamysta est un genre de papillons de la famille des Nymphalidae et à la sous-famille des Danainae.

## Systématique
Le genre Velamysta a été créé en 1909 par l'entomologiste allemand Richard Haensch. 

## Liste d'espèces
Selon BioLib (3 octobre 2021) :
- Velamysta desmondi Kell & Willmott, 2020
- Velamysta peninna (Hewitson, 1855) ; Bolivie, Pérou[2]
- Velamysta phengites Fox, 1945 ; Colombie, Équateur, Pérou[2]
- Velamysta pupilla (Hewitson, 1874) ; Bolivie, Colombie, Équateur, Pérou[2]